# Helen Lemmens-Sherrington

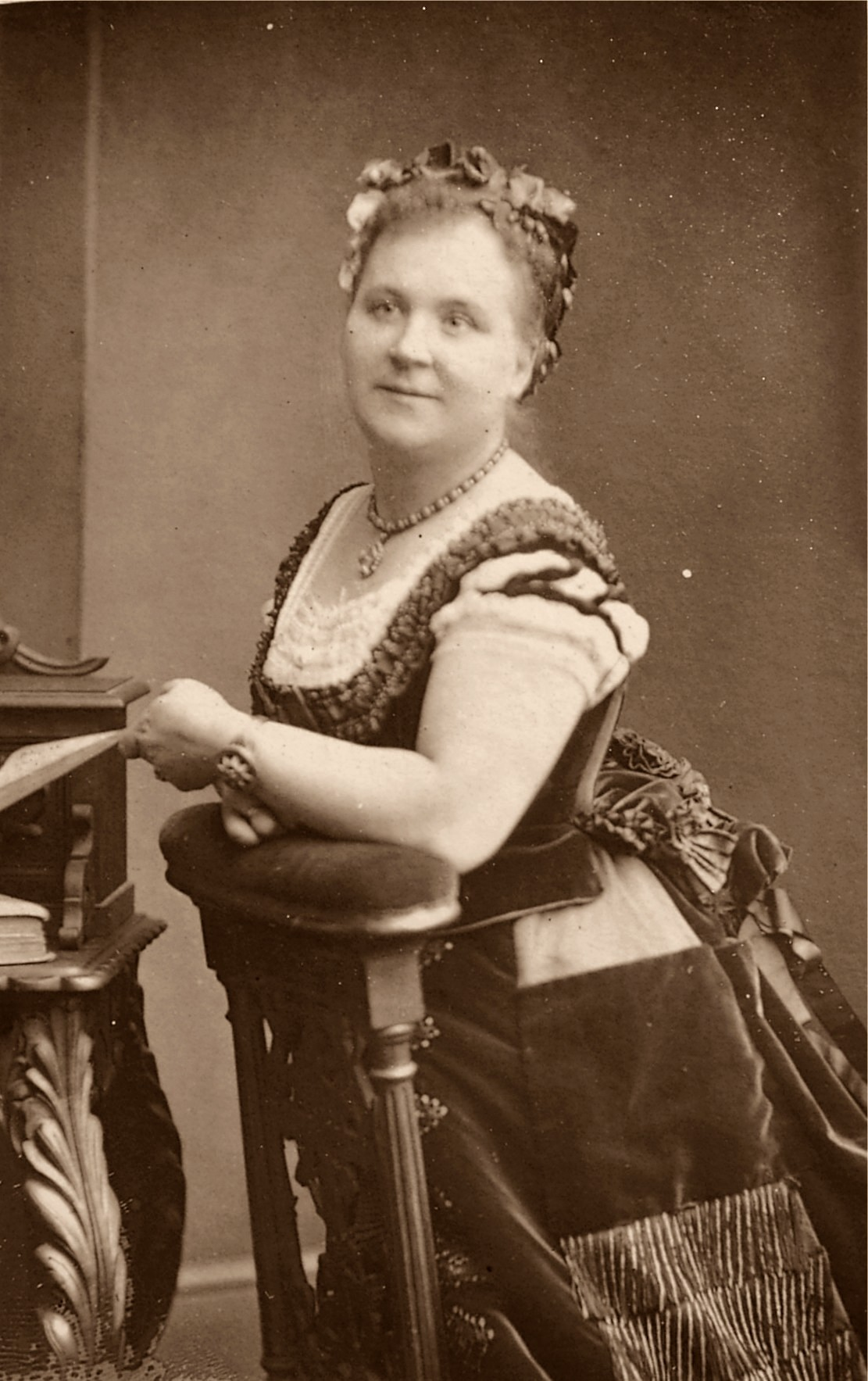
Helen Lemmens-Sherrington

Helen Lemmens-Sherrington (Preston, 4 oktober 1834 - Brussel, 9 mei 1906) was in de zestiger jaren van de negentiende eeuw een bekende Engelse concert- en operasopraan.

## Loopbaan
Sherrington nam zanglessen  in Rotterdam (onder andere bij Verhulst en Louis Coenen (1797-1873)) en Brussel. Zij begon haar loopbaan met optredens in concertgebouwen en trouwde in 1857 in Londen de Belgische organist en componist Jacques-Nicolas Lemmens (1823-1881), die de school voor kerkmuziek in Mechelen stichtte in 1878. Het echtpaar  vestigde zich na hun huwelijk op het kasteel Linterpoorten te Zemst en samen toerden zij vele landen om concerten te geven. Haar debuut op het podium maakte zij in 1860, tijdens de opvoering van de nieuwe opera Robin Hood, geschreven door George Alexander Macfarren (libretto door John Oxenford). Dit stuk werd door Edward Tyrrel Smith uitgekozen als het stuk waarmee hij een poging wilde doen het op te voeren als een Engelse opera in het Her Majesty's Theatre. De zangers die waren geëngageerd waren Lemmens-Sherrington (Marian), Charles Santley en John Sims Reeves (Locksley). De duetten met Reeves, when lovers are parted en het lied van Marian True love, true love in my heart (het thema van de opera) kregen veel applaus; deze liederen waren zelfs zo succesvol dat Reeves en Sherrington betere recensies kregen dan Thérèse Tietjens en Antonio Giuglini, die op avonden optraden dat eerder genoemde opera niet werd opgevoerd, in Il trovatore en Don Giovanni.
Van januari tot maart 1864 zong Sherrington de rol van Marguerite in Gounod's Faust. In de Royal Opera House te Covent Garden verscheen zij in Macfarrens Helvellyn en in John Liptrot Hattons Rose, or Love's Ransom. De volgende twee seizoenen trad zij op in de Italiaanse opera in Covent Garden, onder meer in de rol van Donna Elvira (Don Giovanni), als Adalgisa (in Norma), als Élisabeth de Valois (Don Carlos), als Isabella (Robert le diable) en als Prascovia (L'étoile du nord). Hierna trad zij meer op op concertpodia, vooral in gezelschap van Antoinette Stirling, Sims Reeves en Signor Foli; dat was met name bij ballet-concerten, onder leiding van John Boosey.
De echtgenoot van Sherrington overleed in 1881, toen zij werkte als professor zang aan het conservatorium in Brussel. In 1891 was zij tevens werkzaam aan de Royal Academy of Music. Vanaf deze tijd verbleef zij ook veel in Engeland, waar zij les gaf aan het Royal Manchester College of Music; een van haar leerlingen was Edna Thornton.